# National Dinosaur Museum

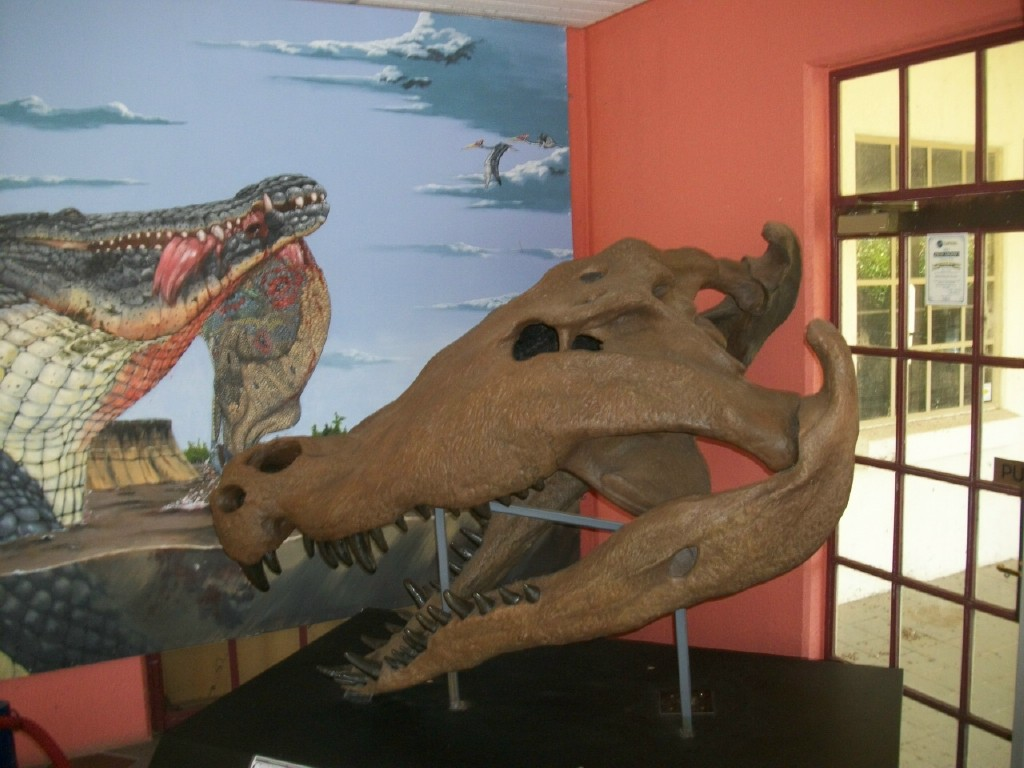
Esemplare di Deinosuchus

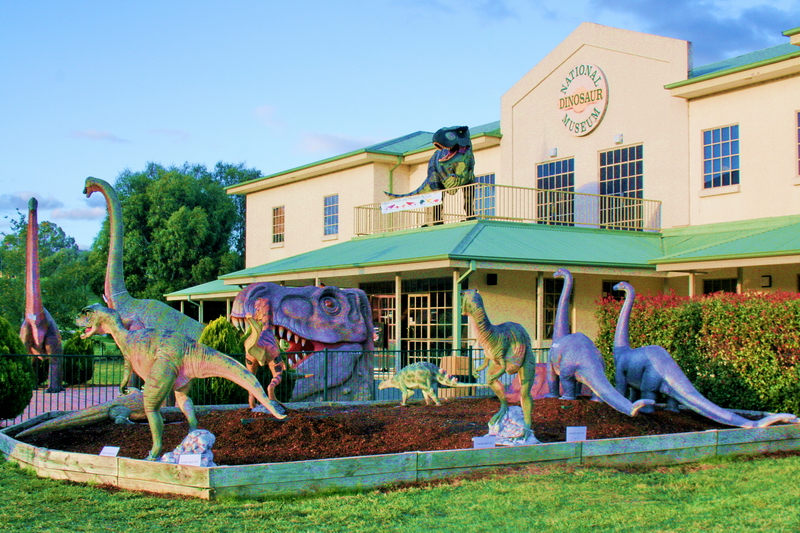
L'entrata del National Dinosaur Museum, Canberra, Australia, 2012

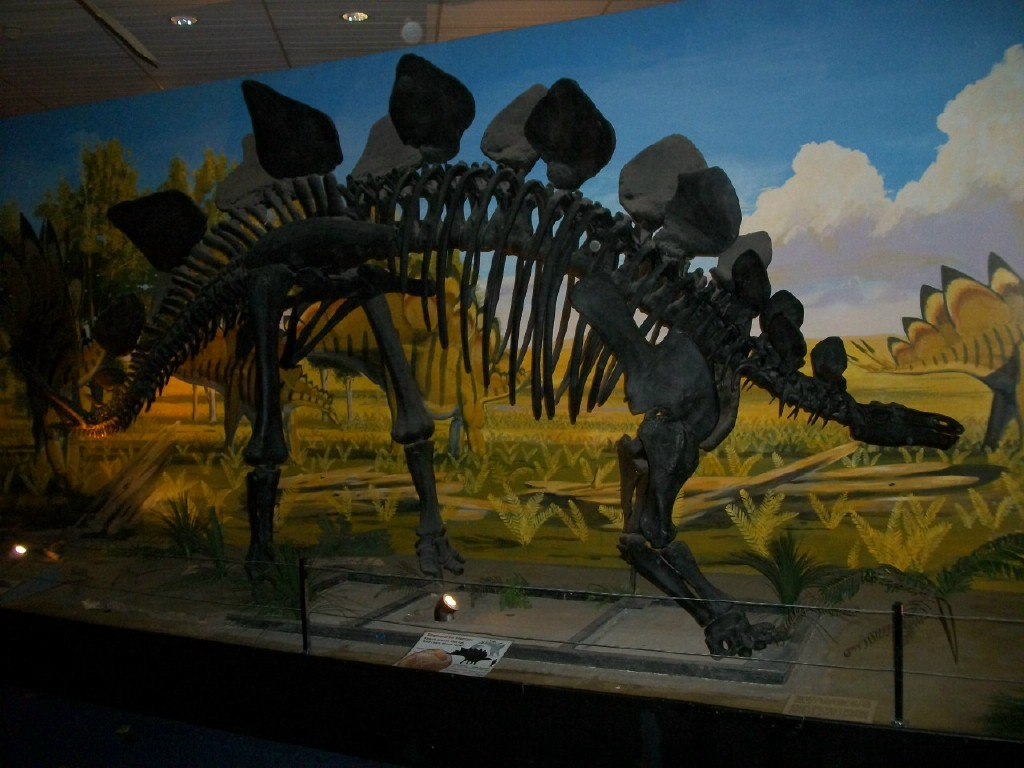
Esemplare di Stegosaurus

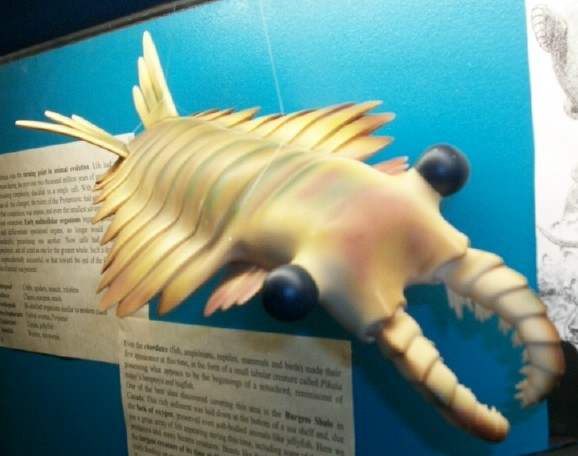
Esemplare di Anomalocaris

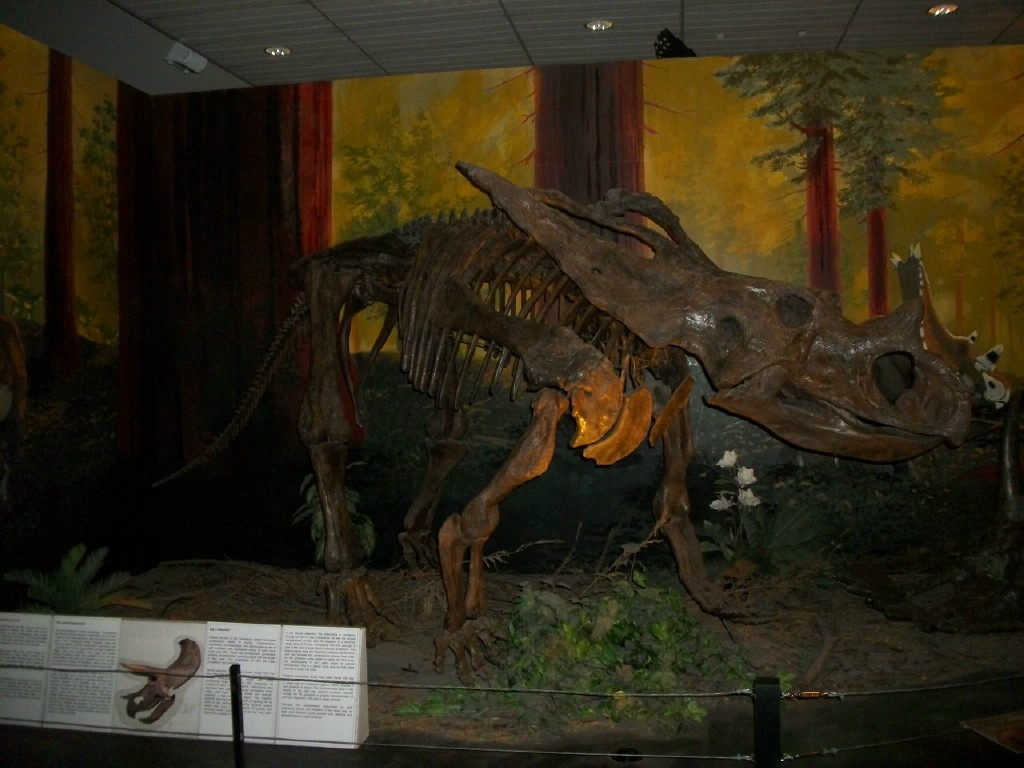
Esemplare di Chasmosaurus

Il National Dinosaur Museum è una mostra permanente di esemplari preistorici dell'emisfero sud, che si trova nel villaggio di Gold Creek nei pressi di Canberra, Territorio della Capitale Australiana, Australia. La mostra del museo segue l'evoluzione della vita, concentrandosi particolarmente sui dinosauri.
Fondato nel 1993, il museo è stato ampliato negli anni. Offre mostre di dinosauri e scienze della terra.